# Andrzej Nowakowski (aktor)

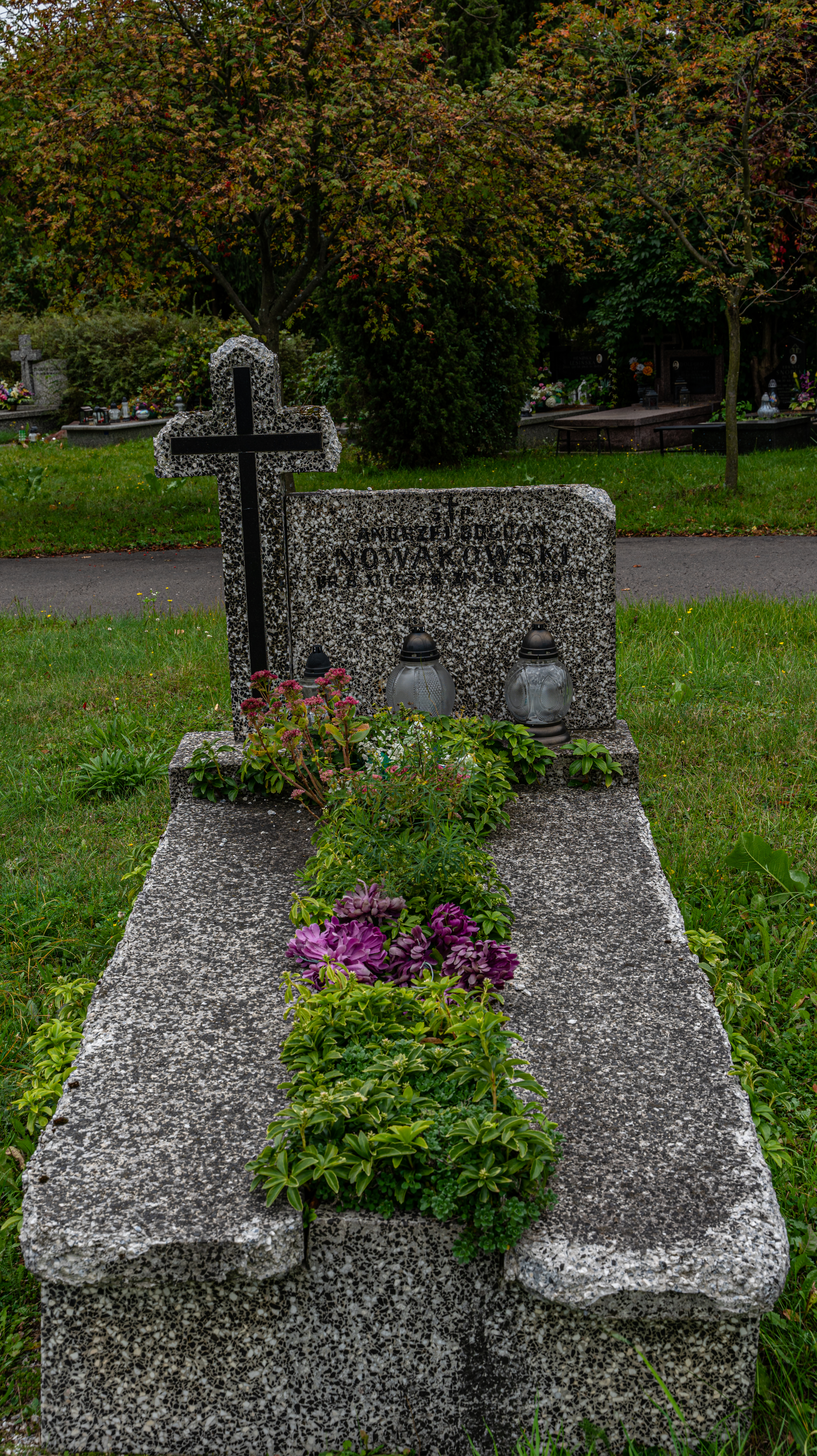
Grób Andrzeja Nowakowskiego na cmentarzu Komunalnym Północnym w Warszawie

Andrzej Nowakowski (ur. 8 listopada 1938 w Warszawie, zm. 26 czerwca 1986) – polski aktor teatralny i filmowy.

## Życiorys
W 1960 roku ukończył Państwową Wyższą Szkołę Filmową, Telewizyjną i Teatralną w Łodzi. Był członkiem zespołów teatralnych: Teatru Polskiego w Warszawie (1960), Teatru Powszechnego w Łodzi (1960), Teatru Polskiego w Poznaniu (1960-1962), ponownie Teatru Polskiego w Warszawie (1962-1964) oraz Praskiego Teatru Ludowego w Warszawie (1965-1969). Grywał również w przedstawieniach Teatru Telewizji (1964-1986) oraz Teatru Polskiego Radia (1962-1980).
Aktor cierpiał na chorobę alkoholową, której nie udało się przezwyciężyć pomimo podjętej terapii oraz wszycia esperalu. Choroba ta stała się przyczyną tragedii, jaka wydarzyła się w sierpniu 1970 roku, kiedy to będący pod wpływem alkoholu aktor pobił ze skutkiem śmiertelnym Mariana Kusę, krytyka teatralnego i redaktora tygodnika "Po prostu". W śledztwie jako motyw pobicia wskazywana była próba zmuszenia Nowakowskiego do odbycia aktu homoseksualnego i kierowane przez Kusę groźby związane z odmową. Sąd skazał aktora na karę 8 lat pozbawienia wolności.
Został pochowany na Cmentarzu Północnym w Warszawie.

## Filmografia
- Miejsce na ziemi (1959) – Stefan
- Lunatycy (1959) – Roman Kurowski
- Niewinni czarodzieje (1960) – muzyk
- Zuzanna i chłopcy (1961) – Filip
- Głos z tamtego świata (1962) – Andrzej, kolega Urszuli
- Rozwodów nie będzie (1963) – pijany podrywacz
- Wenus z Ille (1967) – Alfons, syn właściciela zajazdu
- Romans z intruzem (1984)